# جامعة كاليفورنيا (ميرسد)
جامعة كاليفورنيا في ميرسد (بالإنجليزية: University of California, Merced، وتعرف اختصارًا باسم UC Merced أو UCM) هي أحدث جامعات منظومة جامعة كاليفورنيا إنشاء. تقع في وادي سان هواكين في مقاطعة ميرسد بكاليفورنيا، قرب مدينة ميرسد. تعد جامعة كاليفورنيا في ميرسد أول جامعة بحثية أمريكية تنشأ في القرن الحادي والعشرين؛ إذ أنشئت سنة 2005، وبدأت الدراسة بها في 6 سبتمبر 2005، وألقت السيدة الأولى ميشيل أوباما خطابًا في حفل تخرج أول دفعة من طلبة الجامعة في 16 مايو 2009.

## كليات الجامعة

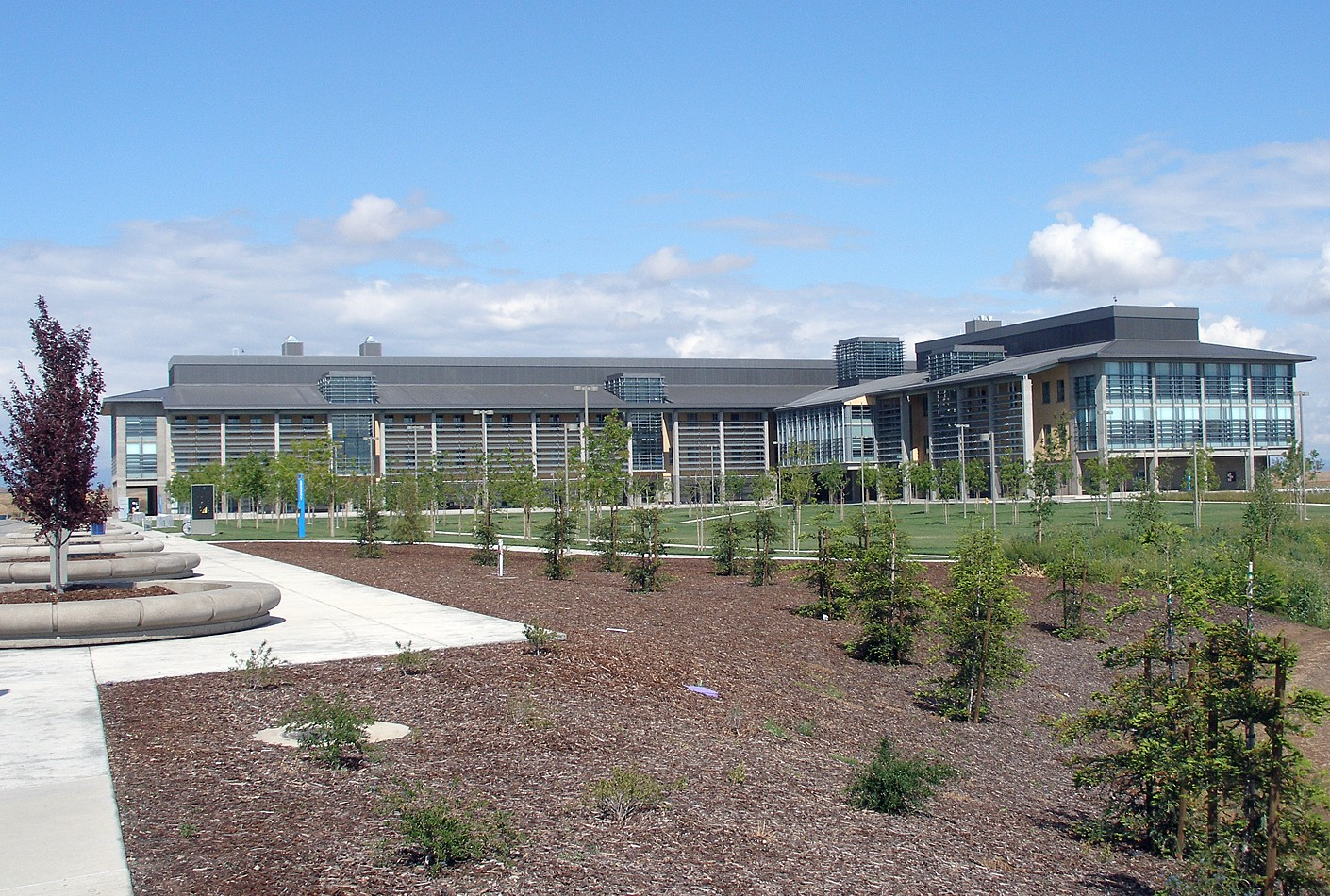
مبنى العلوم والهندسة بجامعة كاليفورنيا في ميرسد

تضم جامعة كاليفورنيا في ميرسد 3 مدارس يدرس بها 19 تخصصًا رئيسًا و22 تخصصًا فرعيًا، هي:
- مدرسة الهندسة
- مدرسة العلوم الطبيعية
- مدرسة العلوم الاجتماعية والإنسانية والفنون

كما تضم الجامعة معهدين بحثيين هما:
- معهد أبحاث العلوم الصحية
- معهد سييرا نيفادا للأبحاث

وقد حصل باحثو الجامعة سنة 2007 على تمويل يقارب 7 ملايين دولار من مؤسسة العلوم الوطنية.

## وصلات خارجية
- الموقع الرسمي للجامعة